# Midlum (Reiderland)
Midlum is een klein dorp in het Duitse deel van het Reiderland. Bestuurlijk behoort het bij de gemeente Jemgum. Even ten noorden van Midlum, in de gemeente Hinte aan de overkant van de Eems, ligt ook een dorp dat oorspronkelijk Midlum heette, maar om verwarring te voorkomen nu wordt aangeduid als Groß Midlum.
Midlum is ontstaan op een Warft die dateert uit het begin van de jaartelling. De kerk van Midlum stamt uit het begin van de 13e eeuw. Bij de kerk staat een forse klokkentoren uit ongeveer 1300, die geldt als de meest scheefstaande toren ter wereld.
Buitendijks bij Midlum, staat in een oude steenfabriek een Ziegelei-Museum (steenfabriekmuseum). Het herinnert aan de meer dan 20 steenfabrieken, die rond 1900 nog in de streek uit klei bakstenen produceerden.

## Weblink
- www.ziegelei-midlum.de/ Website Ziegelei-Museum